# Temporada 2015 del Campeonato Mundial de Superbikes
La Temporada 2015 del Campeonato Mundial de Superbikes es la 28.ª temporada del Campeonato del Mundo de Superbikes. Comenzó el 22 de febrero en Phillip Island y terminara el 18 de octubre en el Losail International Circuit después de 13 rondas.

## Pilotos y equipos
| Parrilla 2015                    | Parrilla 2015 | Parrilla 2015      | Parrilla 2015 | Parrilla 2015        | Parrilla 2015 |
| Equipo                           | Constructor   | Moto               | N.º           | Piloto               | Rondas        |
| -------------------------------- | ------------- | ------------------ | ------------- | -------------------- | ------------- |
| Pata Honda World Superbike Team  | Honda         | Honda CBR1000RR SP | 1             | Sylvain Guintoli     | Todas         |
| Pata Honda World Superbike Team  | Honda         | Honda CBR1000RR SP | 60            | Michael van der Mark | Todas         |
| MV Agusta Reparto Corse          | MV Agusta     | MV Agusta 1000 F4  | 2             | Leon Camier          | Todas         |
| Aprilia Racing Team              | Aprilia       | Aprilia RSV4 RF    | 3             | Max Biaggi           | 8, 10         |
| BMW Team Tóth                    | BMW           | BMW S1000RR        | 5             | Ireneusz Sikora      | 2             |
| BMW Team Tóth                    | BMW           | BMW S1000RR        | 10            | Imre Tóth            | Todas         |
| BMW Team Tóth                    | BMW           | BMW S1000RR        | 75            | Gábor Rizmayer       | 1, 3–10       |
| Aruba.it Racing–Ducati SBK Team  | Ducati        | Ducati Panigale R  | 7             | Chaz Davies          | Todas         |
| Aruba.it Racing–Ducati SBK Team  | Ducati        | Ducati Panigale R  | 21            | Troy Bayliss         | 1–2           |
| Aruba.it Racing–Ducati SBK Team  | Ducati        | Ducati Panigale R  | 34            | Davide Giugliano     | 5–9           |
| Aruba.it Racing–Ducati SBK Team  | Ducati        | Ducati Panigale R  | 55            | Michele Pirro        | 8             |
| Aruba.it Racing–Ducati SBK Team  | Ducati        | Ducati Panigale R  | 99            | Luca Scassa          |               |
| Aruba.it Racing–Ducati SBK Team  | Ducati        | Ducati Panigale R  | 112           | Javier Forés         | 3–4           |
| YSS TS Racing                    | Honda         | Honda CBR1000RR    | 9             | Anucha Nakcharoensri | 2             |
| VanZon Remeha BMW                | BMW           | BMW S1000RR        | 11            | Markus Reiterberger  | 8             |
| Team Pedercini                   | Kawasaki      | Kawasaki ZX-10R    | 12            | Matthew Walters      | 1             |
| Team Pedercini                   | Kawasaki      | Kawasaki ZX-10R    | 23            | Christophe Ponsson   | 5–10          |
| Team Pedercini                   | Kawasaki      | Kawasaki ZX-10R    | 43            | Greg Gildenhuys      | 2             |
| Team Pedercini                   | Kawasaki      | Kawasaki ZX-10R    | 44            | David Salom          | Todas         |
| Team Pedercini                   | Kawasaki      | Kawasaki ZX-10R    | 90            | Javier Alviz         | 3–4           |
| Voltcom Crescent Suzuki          | Suzuki        | Suzuki GSX-R1000   | 14            | Randy de Puniet      | Todas         |
| Voltcom Crescent Suzuki          | Suzuki        | Suzuki GSX-R1000   | 22            | Alex Lowes           | Todas         |
| Althea Racing                    | Ducati        | Ducati Panigale R  | 15            | Matteo Baiocco       | Todas         |
| Althea Racing                    | Ducati        | Ducati Panigale R  | 18            | Nicolás Terol        | 1–4, 6–7      |
| Althea Racing                    | Ducati        | Ducati Panigale R  | 59            | Niccolò Canepa       | 8–10          |
| Althea Racing                    | Ducati        | Ducati Panigale R  | 84            | Michel Fabrizio      | 5             |
| BMW Motorrad Italia SBK Team     | BMW           | BMW S1000RR        | 20            | Sylvain Barrier      | 1–2           |
| BMW Motorrad Italia SBK Team     | BMW           | BMW S1000RR        | 86            | Ayrton Badovini      | 3–10          |
| Grillini SBK Team                | Kawasaki      | Kawasaki ZX-10R    | 23            | Christophe Ponsson   | 1–4           |
| Grillini SBK Team                | Kawasaki      | Kawasaki ZX-10R    | 45            | Gianluca Vizziello   | 8–10          |
| Grillini SBK Team                | Kawasaki      | Kawasaki ZX-10R    | 48            | Alex Phillis         | 10            |
| Grillini SBK Team                | Kawasaki      | Kawasaki ZX-10R    | 51            | Santiago Barragán    | 1–9           |
| Grillini SBK Team                | Kawasaki      | Kawasaki ZX-10R    | 59            | Niccolò Canepa       | 5–7           |
| Barni Racing Team                | Ducati        | Ducati Panigale R  | 36            | Leandro Mercado      | Todas         |
| Team Go Eleven                   | Kawasaki      | Kawasaki ZX-10R    | 40            | Román Ramos          | Todas         |
| RAC Oil Racing Team              | BMW           | BMW S1000RR        | 53            | Chanon Chumjai       | 2             |
| Team Hero EBR                    | EBR           | EBR 1190RX         | 59            | Niccolò Canepa       | 1–4           |
| Team Hero EBR                    | EBR           | EBR 1190RX         | 72            | Larry Pegram         | 1–4           |
| Kawasaki Racing Team             | Kawasaki      | Kawasaki ZX-10R    | 65            | Jonathan Rea         | Todas         |
| Kawasaki Racing Team             | Kawasaki      | Kawasaki ZX-10R    | 66            | Tom Sykes            | Todas         |
| Race Center – Demolition Plus    | Kawasaki      | Kawasaki ZX-10R    | 77            | Jed Metcher          | 1             |
| Aprilia Racing Team – Red Devils | Aprilia       | Aprilia RSV4 RF    | 81            | Jordi Torres         | Todas         |
| Aprilia Racing Team – Red Devils | Aprilia       | Aprilia RSV4 RF    | 91            | Leon Haslam          | Todas         |

| Leyenda             | Leyenda |
| ------------------- | ------- |
| Piloto Titular      |         |
| Piloto Invitado     |         |
| Piloto de reemplazo |         |

## Calendario
| Calendario 2015 | Calendario 2015 | Calendario 2015 | Calendario 2015                       | Calendario 2015  | Calendario 2015  | Calendario 2015  | Calendario 2015 | Calendario 2015                  | Calendario 2015 |
| Ronda           | Ronda           | País            | Circuito                              | Fecha            | Superpole        | Vuelta Rápida    | Piloto Ganador  | Equipo Ganador                   |                 |
| --------------- | --------------- | --------------- | ------------------------------------- | ---------------- | ---------------- | ---------------- | --------------- | -------------------------------- | --------------- |
| 1               | R1              | Australia       | Circuito de Phillip Island            | 22 de febrero    | Jonathan Rea     | Leon Haslam      | Jonathan Rea    | Kawasaki Racing Team             |                 |
| 1               | R2              | Australia       | Circuito de Phillip Island            | 22 de febrero    | Jonathan Rea     | Chaz Davies      | Leon Haslam     | Aprilia Racing Team – Red Devils |                 |
| 2               | R1              | Tailandia       | Chang International Circuit           | 22 de marzo      | Jonathan Rea     | Jonathan Rea     | Jonathan Rea    | Kawasaki Racing Team             |                 |
| 2               | R2              | Tailandia       | Chang International Circuit           | 22 de marzo      | Jonathan Rea     | Jonathan Rea     | Jonathan Rea    | Kawasaki Racing Team             |                 |
| 3               | R1              | España          | Motorland Aragón                      | 12 abril         | Leon Haslam      | Tom Sykes        | Jonathan Rea    | Kawasaki Racing Team             |                 |
| 3               | R2              | España          | Motorland Aragón                      | 12 abril         | Leon Haslam      | Chaz Davies      | Chaz Davies     | Aruba.it Racing–Ducati SBK Team  |                 |
| 4               | R1              | Holanda         | TT Circuit Assen                      | 19 abril         | Tom Sykes        | Jonathan Rea     | Jonathan Rea    | Kawasaki Racing Team             |                 |
| 4               | R2              | Holanda         | TT Circuit Assen                      | 19 abril         | Tom Sykes        | Chaz Davies      | Jonathan Rea    | Kawasaki Racing Team             |                 |
| 5               | R1              | Italia          | Autodromo Enzo e Dino Ferrari         | 10 de mayo       | Davide Giugliano | Tom Sykes        | Jonathan Rea    | Kawasaki Racing Team             |                 |
| 5               | R2              | Italia          | Autodromo Enzo e Dino Ferrari         | 10 de mayo       | Davide Giugliano | Jonathan Rea     | Jonathan Rea    | Kawasaki Racing Team             |                 |
| 6               | R1              | Reino Unido     | Donington Park                        | 24 de mayo       | Tom Sykes        | Jonathan Rea     | Tom Sykes       | Kawasaki Racing Team             |                 |
| 6               | R2              | Reino Unido     | Donington Park                        | 24 de mayo       | Tom Sykes        | Tom Sykes        | Tom Sykes       | Kawasaki Racing Team             |                 |
| 7               | R1              | Portugal        | Autódromo Internacional do Algarve    | 7 de junio       | Davide Giugliano | Jonathan Rea     | Jonathan Rea    | Kawasaki Racing Team             |                 |
| 7               | R2              | Portugal        | Autódromo Internacional do Algarve    | 7 de junio       | Davide Giugliano | Jonathan Rea     | Jonathan Rea    | Kawasaki Racing Team             |                 |
| 8               | R1              | Italia          | Misano World Circuit Marco Simoncelli | 21 de junio      | Tom Sykes        | Davide Giugliano | Tom Sykes       | Kawasaki Racing Team             |                 |
| 8               | R2              | Italia          | Misano World Circuit Marco Simoncelli | 21 de junio      | Tom Sykes        | Jonathan Rea     | Jonathan Rea    | Kawasaki Racing Team             |                 |
| 9               | R1              | Estados Unidos  | Mazda Raceway Laguna Seca             | 19 de julio      | Chaz Davies      | Chaz Davies      | Chaz Davies     | Aruba.it Racing–Ducati SBK Team  |                 |
| 9               | R2              | Estados Unidos  | Mazda Raceway Laguna Seca             | 19 de julio      | Chaz Davies      | Tom Sykes        | Chaz Davies     | Aruba.it Racing–Ducati SBK Team  |                 |
| 10              | R1              | Malasia         | Sepang International Circuit          | 2 agosto         | Tom Sykes        | Tom Sykes        | Jonathan Rea    | Kawasaki Racing Team             |                 |
| 10              | R2              | Malasia         | Sepang International Circuit          | 2 agosto         | Tom Sykes        | Chaz Davies      | Chaz Davies     | Aruba.it Racing–Ducati SBK Team  |                 |
| 11              | R1              | España          | Circuito de Jerez                     | 20 de septiembre | Tom Sykes        | Jonathan Rea     | Tom Sykes       | Kawasaki Racing Team             |                 |
| 11              | R2              | España          | Circuito de Jerez                     | 20 de septiembre | Tom Sykes        | Tom Sykes        | Chaz Davies     | Aruba.it Racing–Ducati SBK Team  |                 |
| 12              | R1              | Francia         | Circuit de Nevers Magny-Cours         | 4 de octubre     | Leon Haslam      | Jonathan Rea     | Jonathan Rea    | Kawasaki Racing Team             |                 |
| 12              | R2              | Francia         | Circuit de Nevers Magny-Cours         | 4 de octubre     | Leon Haslam      | Jonathan Rea     | Jonathan Rea    | Kawasaki Racing Team             |                 |
| 13              | R1              | Catar           | Losail International Circuit          | 18 de octubre    | Tom Sykes        | Tom Sykes        | Jordi Torres    | Aprilia Racing Team – Red Devils |                 |
| 13              | R2              | Catar           | Losail International Circuit          | 18 de octubre    | Tom Sykes        | Leon Haslam      | Leon Haslam     | Aprilia Racing Team – Red Devils |                 |

## Clasificaciones

### Clasificación de Pilotos
| Pos. | Piloto        | Moto      | AUS | AUS | TAI | TAI | ESP | ESP | NED | NED | ITA | ITA | GBR | GBR | POR | POR | ITA | ITA | USA | USA | MYS | MYS | ESP | ESP | FRA | FRA | QAT | QAT | Pts |
| Pos. | Piloto        | Moto      | R1  | R2  | R1  | R2  | R1  | R2  | R1  | R2  | R1  | R2  | R1  | R2  | R1  | R2  | R1  | R2  | R1  | R2  | R1  | R2  | R1  | R2  | R1  | R2  | R1  | R2  | Pts |
| ---- | ------------- | --------- | --- | --- | --- | --- | --- | --- | --- | --- | --- | --- | --- | --- | --- | --- | --- | --- | --- | --- | --- | --- | --- | --- | --- | --- | --- | --- | --- |
| 1    | Rea           | Kawasaki  | 1   | 2   | 1   | 1   | 1   | 2   | 1   | 1   | 1   | 1   | 2   | 2   | 1   | 1   | 2   | 1   | 3   | 3   | 1   | 2   | 4   | 4   | 1   | 1   | 2   | Ret | 548 |
| 2    | Davies        | Ducati    | 3   | 3   | 11  | 15  | 2   | 1   | 2   | 2   | Ret | Ret | 3   | 3   | 3   | 4   | 3   | 4   | 1   | 1   | 2   | 1   | 2   | 1   | 6   | 2   | 4   | 2   | 416 |
| 3    | Sykes         | Kawasaki  | 6   | 4   | 3   | 5   | 3   | Ret | 5   | 5   | 2   | 2   | 1   | 1   | 2   | 8   | 1   | 5   | 2   | 2   | 5   | 14  | 1   | 5   | 2   | 3   | 3   | 3   | 399 |
| 4    | Haslam        | Aprilia   | 2   | 1   | 2   | 2   | 4   | 3   | 4   | 4   | 4   | Ret | 4   | 4   | 12  | 3   | 5   | 3   | 13  | 5   | 7   | 6   | 5   | 3   | 16  | 5   | 6   | 1   | 332 |
| 5    | Torres        | Aprilia   | 4   | Ret | 4   | 4   | 5   | 4   | 6   | 6   | Ret | 3   | 7   | 7   | 11  | 7   | Ret | 7   | 5   | 4   | 10  | 3   | 12  | 2   | 12  | 8   | 1   | Ret | 247 |
| 6    | Guintoli      | Honda     | 7   | 5   | 5   | 6   | 9   | Ret | 8   | 7   | 5   | Ret | 8   | 8   | 5   | 6   | 9   | 9   | 7   | Ret | 4   | 4   | 10  | 9   | 3   | 6   | 10  | 5   | 218 |
| 7    | van der Mark  | Honda     | 5   | Ret | Ret | 7   | Ret | 8   | 3   | 3   | 9   | Ret | DSQ | Ret | 9   | 5   | 10  | 10  | 8   | 7   | Ret | 5   | 3   | 13  | 4   | 4   | 5   | 4   | 194 |
| 8    | Mercado       | Ducati    | 12  | 11  | 10  | 10  | 8   | 7   | 11  | 14  | 7   | 8   | 11  | 13  | 8   | 9   | 11  | Ret | 9   | 9   | 15  | 15  | 14  | 10  | 9   | 12  | 9   | 6   | 142 |
| 9    | Baiocco       | Ducati    | 11  | 9   | 6   | 8   | 12  | 11  | 12  | 11  | 8   | 6   | Ret | 10  | 6   | 10  | 15  | Ret | Ret | 13  | 8   | 9   | 8   | 6   | 7   | 11  | DNS | DNS | 139 |
| 10   | Lowes         | Suzuki    | 9   | Ret | 7   | 3   | NC  | 14  | Ret | 9   | 12  | 10  | 6   | 6   | 10  | 13  | 12  | Ret | 6   | Ret | 6   | 8   | 7   | 18  | 8   | 10  | Ret | Ret | 135 |
| 11   | Giugliano     | Ducati    |     |     |     |     |     |     |     |     | 3   | 4   | 17  | 5   | 4   | 2   | 4   | 2   | 4   | Ret |     |     |     |     |     |     |     |     | 119 |
| 12   | Badovini      | BMW       |     |     |     |     | Ret | 9   | Ret | 12  | 6   | 5   | 5   | 9   | 7   | 12  | 7   | 11  | Ret | 6   | DNS | DNS | 15  | 14  | 14  | Ret | 11  | 10  | 103 |
| 13   | Camier        | MV Agusta | 10  | 8   | Ret | Ret | 10  | 15  | 10  | 10  | Ret | Ret | 9   | Ret | Ret | Ret | 13  | 16  | 10  | 10  | 13  | 12  | 9   | 8   | 5   | 15  | Ret | Ret | 89  |
| 14   | Salom         | Kawasaki  | DNS | DNS | 8   | 9   | Ret | 6   | 14  | 13  | Ret | DNS | 10  | 12  | 14  | Ret | 17  | 15  | Ret | Ret | 11  | 7   | 11  | 12  | Ret | 14  | 8   | 9   | 83  |
| 15   | Ramos         | Kawasaki  | 16  | 10  | 15  | 14  | 13  | 12  | 13  | 15  | 11  | 7   | 13  | 11  | 16  | 11  | 14  | 14  | 12  | 12  | 14  | 10  | 13  | Ret | 15  | 16  | Ret | Ret | 71  |
| 16   | Canepa        | EBR       | Ret | DNS | Ret | DNS | 15  | 18  | 15  | Ret |     |     |     |     |     |     |     |     |     |     |     |     |     |     |     |     |     |     | 55  |
| 16   | Canepa        | Kawasaki  |     |     |     |     |     |     |     |     | DNS | DNS | 15  | Ret | 17  | 17  |     |     |     |     |     |     |     |     |     |     |     |     | 55  |
| 16   | Canepa        | Ducati    |     |     |     |     |     |     |     |     |     |     |     |     |     |     | Ret | 12  | Ret | 8   | 9   | 11  | 17  | 11  | 10  | 7   | Ret | 8   | 55  |
| 17   | Terol         | Ducati    | 8   | 6   | 12  | 12  | 7   | 10  | 9   | Ret |     |     | 12  | Ret | 15  | 15  |     |     |     |     |     |     |     |     |     |     |     |     | 54  |
| 18   | de Puniet     | Suzuki    | 17  | 7   | 13  | Ret | Ret | 13  | Ret | Ret | Ret | Ret | 14  | 14  | 13  | 16  | Ret | 17  | 11  | 11  | 12  | 13  | 16  | Ret | Ret | 18  | 12  | 7   | 52  |
| 19   | Forés         | Ducati    |     |     |     |     | 6   | 5   | 7   | 8   |     |     |     |     |     |     |     |     |     |     |     |     |     |     |     |     | 7   | DNS | 47  |
| 20   | Biaggi        | Aprilia   |     |     |     |     |     |     |     |     |     |     |     |     |     |     | 6   | 6   |     |     | 3   | Ret |     |     |     |     |     |     | 36  |
| 21   | Pirro         | Ducati    |     |     |     |     |     |     |     |     |     |     |     |     |     |     | 8   | 8   |     |     |     |     | 6   | 7   |     |     |     |     | 35  |
| 22   | Ponsson       | Kawasaki  | Ret | 15  | Ret | Ret | 14  | 16  | 16  | 16  | 14  | Ret | 16  | Ret | 18  | 14  | 18  | 18  | 14  | 15  | 16  | 16  | 21  | 15  | 18  | 19  | 14  | 11  | 18  |
| 23   | Barragán      | Kawasaki  | 19  | 13  | 17  | Ret | 11  | 17  | 17  | Ret | 13  | 11  | Ret | 15  | Ret | Ret | 19  | 20  | Ret | 18  |     |     |     |     |     |     |     |     | 17  |
| 24   | Bayliss       | Ducati    | 13  | 16  | 9   | 11  |     |     |     |     |     |     |     |     |     |     |     |     |     |     |     |     |     |     |     |     |     |     | 15  |
| 25   | Fabrizio      | Ducati    |     |     |     |     |     |     |     |     | 10  | 9   |     |     |     |     |     |     |     |     |     |     |     |     |     |     |     |     | 13  |
| 26   | Vizziello     | Kawasaki  |     |     |     |     |     |     |     |     |     |     |     |     |     |     | 20  | 19  | 15  | 14  | Ret | 17  | 22  | 17  | 11  | 17  | 15  | 12  | 13  |
| 27   | Scassa        | Ducati    |     |     |     |     |     |     |     |     |     |     |     |     |     |     | WD  | WD  |     |     |     |     |     |     | 13  | 9   |     |     | 10  |
| 28   | Barrier       | BMW       | 15  | 12  | 14  | 13  |     |     |     |     |     |     |     |     |     |     |     |     |     |     |     |     |     |     |     |     |     |     | 10  |
| 29   | Rizmayer      | BMW       | DNS | DNS |     |     | 19  | Ret | 18  | 18  | 16  | 13  | 18  | 16  | 19  | 18  | 21  | 21  | Ret | 16  | 17  | 18  | 18  | 16  | 17  | 20  | 13  | 13  | 9   |
| 30   | Tóth          | BMW       | 20  | 17  | 18  | 18  | 18  | 20  | Ret | Ret | 15  | 12  | 19  | 17  | 20  | 19  | 22  | 22  | 16  | 17  | 19  | 20  | 20  | 20  | 20  | 21  | 17  | 14  | 7   |
| 31   | Reiterberger  | BMW       |     |     |     |     |     |     |     |     |     |     |     |     |     |     | 16  | 13  |     |     |     |     |     |     | 21  | 13  |     |     | 6   |
| 32   | Pegram        | EBR       | 18  | 14  | Ret | DNS | 17  | 19  | Ret | Ret |     |     |     |     |     |     |     |     |     |     |     |     |     |     |     |     |     |     | 2   |
| 33   | Metcher       | Kawasaki  | 14  | Ret |     |     |     |     |     |     |     |     |     |     |     |     |     |     |     |     |     |     |     |     |     |     |     |     | 2   |
| 34   | Phillis       | Kawasaki  |     |     |     |     |     |     |     |     |     |     |     |     |     |     |     |     |     |     | 18  | 19  | 19  | 19  | 19  | 22  | 16  | 15  | 1   |
|      | Gildenhuys    | Kawasaki  |     |     | 16  | 16  |     |     |     |     |     |     |     |     |     |     |     |     |     |     |     |     |     |     |     |     |     |     | 0   |
|      | Alviz         | Kawasaki  |     |     |     |     | 16  | Ret | Ret | 17  |     |     |     |     |     |     |     |     |     |     |     |     |     |     |     |     |     |     | 0   |
|      | Nakcharoensri | Honda     |     |     | Ret | 17  |     |     |     |     |     |     |     |     |     |     |     |     |     |     |     |     |     |     |     |     |     |     | 0   |
|      | Sikora        | BMW       |     |     | 19  | 19  |     |     |     |     |     |     |     |     |     |     |     |     |     |     |     |     |     |     |     |     |     |     | 0   |
|      | Chumjai       | BMW       |     |     | Ret | 20  |     |     |     |     |     |     |     |     |     |     |     |     |     |     |     |     |     |     |     |     |     |     | 0   |
|      | Szkopek       | Yamaha    |     |     |     |     |     |     |     |     |     |     |     |     |     |     |     |     |     |     |     |     |     |     | Ret | Ret |     |     | 0   |
|      | Walters       | Kawasaki  | DNS | DNS |     |     |     |     |     |     |     |     |     |     |     |     |     |     |     |     |     |     |     |     |     |     |     |     | 0   |
| Pos. | Piloto        | Moto      | AUS | AUS | TAI | TAI | ESP | ESP | NED | NED | ITA | ITA | GBR | GBR | POR | POR | ITA | ITA | USA | USA | MYS | MYS | ESP | ESP | FRA | FRA | QAT | QAT | Pts |

| Color     | Resultado                                                               |
| --------- | ----------------------------------------------------------------------- |
| Oro       | Ganador                                                                 |
| Plata     | 2.ª plaza                                                               |
| Bronce    | 3.ª plaza                                                               |
| Verde     | Finalizó en los puntos                                                  |
| Azul      | Finalizó sin puntos                                                     |
| Azul      | NC - No clasificado                                                     |
| Violeta   | Ret - No terminó (Carrera)                                              |
| Rojo      | DNQ - No se clasificó                                                   |
| Negro     | DSQ - Descalificado                                                     |
| Blanco    | DNS - No empezó (carrera)                                               |
| Blanco    | WD - Retirado (fin de semana)                                           |
| Blanco    | C - Carrera cancelada                                                   |
| Sin color | DNP - Inscrito pero no participó                                        |
| Sin color | INJ - Lesionado                                                         |
| Sin color | EX - Excluido                                                           |
| Estado    | Resultado                                                               |
| Negrita   | Pole position                                                           |
| Cursiva   | Vuelta rápida                                                           |
| †         | Abandona, pero clasifica al completar el porcentaje requerido para ello |

### Clasificación de Marcas
| Pos. | Marca     | AUS | AUS | TAI | TAI | ESP | ESP | NED | NED | ITA | ITA | GBR | GBR | POR | POR | ITA | ITA | USA | USA | MYS | MYS | ESP | ESP | FRA | FRA | QAT | QAT | Pts |
| Pos. | Marca     | R1  | R2  | R1  | R2  | R1  | R2  | R1  | R2  | R1  | R2  | R1  | R2  | R1  | R2  | R1  | R2  | R1  | R2  | R1  | R2  | R1  | R2  | R1  | R2  | R1  | R2  | Pts |
| ---- | --------- | --- | --- | --- | --- | --- | --- | --- | --- | --- | --- | --- | --- | --- | --- | --- | --- | --- | --- | --- | --- | --- | --- | --- | --- | --- | --- | --- |
| 1    | Kawasaki  | 1   | 2   | 1   | 1   | 1   | 2   | 1   | 1   | 1   | 1   | 1   | 1   | 1   | 1   | 1   | 1   | 2   | 2   | 1   | 2   | 1   | 4   | 1   | 1   | 2   | 3   | 599 |
| 2    | Ducati    | 3   | 3   | 6   | 8   | 2   | 1   | 2   | 2   | 3   | 4   | 3   | 3   | 3   | 2   | 3   | 2   | 1   | 1   | 2   | 1   | 2   | 1   | 6   | 2   | 4   | 2   | 471 |
| 3    | Aprilia   | 2   | 1   | 2   | 2   | 4   | 3   | 4   | 4   | 4   | 3   | 4   | 4   | 11  | 3   | 5   | 3   | 5   | 4   | 3   | 3   | 5   | 2   | 12  | 5   | 1   | 1   | 395 |
| 4    | Honda     | 5   | 5   | 5   | 6   | 9   | 8   | 3   | 3   | 5   | Ret | 8   | 8   | 5   | 5   | 9   | 9   | 7   | 7   | 4   | 4   | 3   | 9   | 3   | 4   | 5   | 4   | 273 |
| 5    | Suzuki    | 9   | 7   | 7   | 3   | NC  | 13  | Ret | 9   | 12  | 10  | 6   | 6   | 10  | 13  | 12  | 17  | 6   | 11  | 6   | 8   | 7   | 18  | 8   | 10  | 12  | 7   | 163 |
| 6    | BMW       | 15  | 12  | 14  | 13  | 18  | 9   | 18  | 12  | 6   | 5   | 5   | 9   | 7   | 12  | 7   | 11  | 16  | 6   | 17  | 18  | 15  | 14  | 14  | 13  | 11  | 10  | 116 |
| 7    | MV Agusta | 10  | 8   | Ret | Ret | 10  | 15  | 10  | 10  | Ret | Ret | 9   | Ret | Ret | Ret | 13  | 16  | 10  | 10  | 13  | 12  | 9   | 8   | 5   | 15  | Ret | Ret | 89  |
| 8    | EBR       | 18  | 14  | Ret | DNS | 15  | 18  | 15  | Ret |     |     |     |     |     |     |     |     |     |     |     |     |     |     |     |     |     |     | 4   |
|      | Yamaha    |     |     |     |     |     |     |     |     |     |     |     |     |     |     |     |     |     |     |     |     |     |     | Ret | Ret |     |     | 0   |
| Pos. | Marca     | AUS | AUS | TAI | TAI | ESP | ESP | NED | NED | ITA | ITA | GBR | GBR | POR | POR | ITA | ITA | USA | USA | MYS | MYS | ESP | ESP | FRA | FRA | QAT | QAT | Pts |